# Persone di cognome Park
| Questa pagina contiene informazioni ricavate automaticamente dalle voci biografiche con l'ausilio del template Bio e di un bot. L'aggiornamento è periodico e automatico e ricostruisce completamente la pagina. Se manca una persona in questa lista, sei pregato di non aggiungerla, ma accertati piuttosto che la sua voce biografica contenga il template Bio e che i dati anagrafici siano correttamente compilati. Se il template Bio manca, inseriscilo tu stesso o, in alternativa, metti l'avviso {{tmp\|Bio}} che ne segnala la mancanza. Se i dati riportati sono sbagliati, correggi direttamente la voce biografica; le modifiche saranno visibili in questa lista entro pochi giorni. Per chiarimenti vedi il progetto antroponimi. La lista contiene solo le 238 persone che sono citate nell'enciclopedia e per le quali è stato implementato correttamente il template Bio. Pagina aggiornata al 7 ago 2025. |

Questa è una lista di persone presenti nell'enciclopedia che hanno il cognome Park, suddivise per attività principale.

## Allenatori di calcio(7)
- Park Choong-kyun, allenatore di calcio e ex calciatore sudcoreano (n. 1973)
- Park Hang-seo, allenatore di calcio e ex calciatore sudcoreano (Sancheong, n. 1959)
- Park Kang-jo, allenatore di calcio e ex calciatore sudcoreano (Amagasaki, n. 1980)
- Park Kun-ha, allenatore di calcio e ex calciatore sudcoreano (Daejeon, n. 1971)
- Park Sang-in, allenatore di calcio e ex calciatore sudcoreano (Changnyeong, n. 1952)
- Park Sung-hwa, allenatore di calcio e ex calciatore sudcoreano (Ulsan, n. 1955)
- Park Tae-ha, allenatore di calcio e ex calciatore sudcoreano (n. 1968)

## Allenatori di hockey su ghiaccio(1)
- Richard Park, allenatore di hockey su ghiaccio e ex hockeista su ghiaccio sudcoreano (Seul, n. 1976)

## Animatori(1)
- Nick Park, animatore, fumettista e produttore cinematografico britannico (Preston, n. 1958)

## Arciere(1)
- Park Sung-hyun, arciera sudcoreana (Incheon, n. 1983)

## Arcieri(1)
- Park Kyung-mo, arciere sudcoreano (n. 1975)

## Artisti marziali(1)
- Park Jung-tae, artista marziale sudcoreano (Corea, n. 1943 - Toronto, † 2002)

## Assassini seriali(1)
- Park Myung-sik, serial killer nordcoreano (Sinpo, n. 1951 - Sinpo, † 1991)

## Astronomi(1)
- Yun-ho Park, astronomo sudcoreano

## Attiviste(2)
- Maud Wood Park, attivista statunitense (Boston, n. 1871 - Reading, † 1955)
- Park Yeon-mi, attivista nordcoreana (Hyesan, n. 1993)

## Attori(12)
- Park Bo-gum, attore sudcoreano (Seul, n. 1993)
- Park Hae-il, attore sudcoreano (n. 1977)
- Park Hae-soo, attore sudcoreano (Suwon, n. 1981)
- Park Jeong-min, attore sudcoreano (Chungju, n. 1987)
- Park Jin-woo, attore sudcoreano (n. 1983)
- Michael Park, attore statunitense (Canandaigua, n. 1968)
- Randall Park, attore statunitense (Los Angeles, n. 1974)
- Ray Park, attore, stuntman e artista marziale britannico (Glasgow, n. 1974)
- Sohee Park, attore giapponese (Niigata, n. 1975)
- Steve Park, attore e comico statunitense (Vestal, n. 1951)
- Park Sung-hoon, attore sudcoreano (Gwacheon, n. 1985)
- Park Seo-joon, attore e cantante sudcoreano (Seul, n. 1988)

## Attrici(43)
- Alexandra Park, attrice australiana (Sydney, n. 1989)
- Ashley Park, attrice statunitense (Glendale, n. 1991)
- Park Bo-young, attrice sudcoreana (Jeungpyeong, n. 1990)
- Chae Rim, attrice sudcoreana (Seul, n. 1979)
- Park Eun-bin, attrice sudcoreana (Seul, n. 1992)
- Park Eun-hye, attrice sudcoreana (Incheon, n. 1978)
- Park Si-eun, attrice sudcoreana (Corea del Sud, n. 1980)
- Grace Park, attrice statunitense (Los Angeles, n. 1974)
- Park Gyu-young, attrice sudcoreana (Busan, n. 1993)
- Park Ha-sun, attrice sudcoreana (Seul, n. 1987)
- Park Han-byul, attrice sudcoreana (Seul, n. 1984)
- Hettienne Park, attrice e scrittrice statunitense (Boston, n. 1983)
- Park Hwan-hee, attrice sudcoreana (Masan, n. 1990)
- Park Sol-mi, attrice sudcoreana (Iksan, n. 1978)
- Park Hye-su, attrice sudcoreana (Seul, n. 1994)
- Cha Ye-ryun, attrice sudcoreana (n. 1985)
- Park Ji-ah, attrice sudcoreana (Seul, n. 1972 - Seul, † 2024)
- Park Ji-hu, attrice sudcoreana (Daegu, n. 2003)
- Park Ji-hyun, attrice sudcoreana (Chuncheon, n. 1994)
- Park Ji-min, attrice sudcoreana (Seul, n. 1989)
- Park Ji-young, attrice sudcoreana (Jeonju, n. 1968)
- Park Jin-hee, attrice sudcoreana (n. 1978)
- Park Jin-joo, attrice sudcoreana (Mokpo, n. 1988)
- Park Joo-hee, attrice sudcoreana (Corea del Sud, n. 1987)
- Park Joo-mi, attrice sudcoreana (Seul, n. 1972)
- Park Ju-hyun, attrice sudcoreana (Busan, n. 1994)
- Linda Park, attrice sudcoreana (Seul, n. 1978)
- Megan Park, attrice e regista canadese (Lindsay, n. 1986)
- Park Min-kyung, attrice sudcoreana (Pusan, n. 1982)
- Park Min-young, attrice e modella sudcoreana (Seul, n. 1986)
- Romi Park, attrice, doppiatrice e cantante giapponese (Tokyo, n. 1972)
- Park Se-wan, attrice sudcoreana (Busan, n. 1994)
- Park Se-young, attrice sudcoreana (Seul, n. 1988)
- Park Shin-hye, attrice e cantante sudcoreana (Gwangju, n. 1990)
- Park Si-yeon, attrice sudcoreana (Busan, n. 1979)
- Park So-dam, attrice sudcoreana (n. 1991)
- Soo Ae, attrice sudcoreana (Seul, n. 1979)
- Park Soo-jin, attrice e cantante sudcoreana (Seongnam, n. 1985)
- Park Sun-im, attrice e modella sudcoreana (Seul, n. 1992)
- Susan Park, attrice statunitense (n. 1984)
- Sydney Park, attrice statunitense (Filadelfia, n. 1997)
- Park Ye-jin, attrice sudcoreana (Seul, n. 1981)
- Park You-na, attrice sudcoreana (Seul, n. 1997)

## Aviatori(1)
- Keith Park, aviatore e generale neozelandese (Thames, n. 1892 - Auckland, † 1975)

## Batteriologi(1)
- William Hallock Park, batteriologo statunitense (n. 1863 - † 1939)

## Calciatori(47)
- Park Byung-cheol, ex calciatore sudcoreano (n. 1954)
- Park Byung-joo, ex calciatore sudcoreano (n. 1977)
- Park Byung-joo, ex calciatore sudcoreano (n. 1985)
- Park Chang-sun, ex calciatore e allenatore di calcio sudcoreano (Suwon, n. 1954)
- Park Chang-woo, calciatore sudcoreano (Gumi, n. 2003)
- Park Chu-young, ex calciatore sudcoreano (Daegu, n. 1985)
- Park Chul, ex calciatore sudcoreano (n. 1973)
- Park Chul-woo, ex calciatore sudcoreano (n. 1965)
- Park Dae-jong, calciatore sudcoreano (Seul, n. 1917 - Goyang, † 1995)
- Park Dong-hyuk, ex calciatore sudcoreano (n. 1979)
- Park Dong-jin, calciatore sudcoreano (Namhae, n. 1994)
- Park Gi-dong, calciatore sudcoreano (Seul, n. 1988)
- Park Hyun-beom, ex calciatore sudcoreano (Gwangju, n. 1987)
- Park Hyun-yong, ex calciatore sudcoreano (n. 1964)
- Park Il-gyu, calciatore sudcoreano (Saitama, n. 1989)
- Park Il-kap, calciatore sudcoreano (n. 1926 - † 1987)
- Park Jae-hong, ex calciatore sudcoreano (Seul, n. 1978)
- Park Jae-seung, calciatore sudcoreano (n. 1923 - † 2015)
- Park Jeong-su, ex calciatore sudcoreano (Corea del Sud, n. 1994)
- Park Ji-ho, ex calciatore sudcoreano (n. 1970)
- Park Ji-soo, calciatore sudcoreano (n. 1994)
- Park Jin-po, calciatore sudcoreano (n. 1987)
- Park Jin-sub, ex calciatore sudcoreano (Seul, n. 1977)
- Park Jin-sub, calciatore sudcoreano (Jeonju, n. 1995)
- Park Jong-won, ex calciatore sudcoreano (n. 1955)
- Park Jong-woo, calciatore sudcoreano (Seongnam, n. 1989)
- Park Joo-ho, ex calciatore sudcoreano (Seul, n. 1987)
- Park Ju-sung, calciatore sudcoreano (Jinhae, n. 1984)
- Park Jung-bae, calciatore sudcoreano (n. 1967 - Busan, † 2017)
- Park Jung-bin, calciatore sudcoreano (Pusan, n. 1994)
- Park Kwang-hyun, ex calciatore sudcoreano (n. 1967)
- Park Kyu-chung, calciatore sudcoreano (n. 1924 - † 2000)
- Park Kyu-seon, ex calciatore sudcoreano (Seul, n. 1981)
- Park Kyung-bok, ex calciatore sudcoreano (n. 1952)
- Park Kyung-hoon, ex calciatore sudcoreano (n. 1961)
- Park Lee-chun, ex calciatore sudcoreano (n. 1947)
- Park Nam-yeol, ex calciatore sudcoreano (n. 1970)
- Park Sang-hoon, ex calciatore sudcoreano (n. 1931)
- Park Seung-ho, calciatore sudcoreano (Gyeonggi, n. 2003)
- Park Sung-bae, ex calciatore sudcoreano (Chungbuk, n. 1975)
- Park Tae-jun, calciatore sudcoreano (n. 1999)
- Park Won-jae, calciatore sudcoreano (Pohang, n. 1984)
- Park Yo-seb, calciatore sudcoreano (Suncheon, n. 1980)
- Park Yong-ho, calciatore sudcoreano (Incheon, n. 1981)
- Park Yong-woo, calciatore sudcoreano (n. 1993)
- Park Young-soo, ex calciatore sudcoreano (n. 1959)
- Park Yung-joo, ex calciatore sudcoreano (n. 1954)

## Calciatrici(2)
- Jessica Park, calciatrice inglese (n. 2001)
- Park Ye-eun, calciatrice sudcoreana (n. 1996)

## Cantanti(32)
- Park Bo-ram, cantante sudcoreana (Chuncheon, n. 1994 - Guri, † 2024)
- Park Bom, cantante sudcoreana (Seul, n. 1984)
- Seo Ji-won, cantante sudcoreano (Seul, n. 1976 - Seul, † 1996)
- Park Chan-yeol, cantante, cantautore e attore sudcoreano (Seul, n. 1992)
- Park Cho-rong, cantante e attrice sudcoreana (n. 1991)
- Park Gyu-ri, cantante e attrice sudcoreana (Seul, n. 1988)
- Park Hyo-shin, cantante e attore teatrale sudcoreano (Seul, n. 1981)
- Park Hyung-sik, cantante e attore sudcoreano (Yongin, n. 1991)
- Leeteuk, cantante e conduttore televisivo sudcoreano (Seul, n. 1983)
- Park Ji-hoon, cantante e attore sudcoreano (n. 1999)
- Jihyo, cantante sudcoreana (Guri, n. 1997)
- Jimin, cantante e compositore sudcoreano (Busan, n. 1995)
- Park Ji-min, cantante, personaggio televisivo e attrice sudcoreana (Daejeon, n. 1997)
- Gummy, cantante sudcoreana (Contea di Wando, n. 1981)
- Park Ji-yeon, cantante e attrice sudcoreana (Seul, n. 1993)
- Park Ji-yoon, cantante e attrice sudcoreana (Seul, n. 1982)
- Kahi, cantante e attrice sudcoreana (Daegu, n. 1980)
- Park Jin-young, cantante, attore e produttore discografico sudcoreano (Seul, n. 1971)
- Park Jin-young, cantante e attore sudcoreano (Changwon, n. 1994)
- Park Jung-min, cantante, attore e ballerino sudcoreano (Seul, n. 1987)
- Karin Park, cantante svedese (Djura, n. 1978)
- Hwayobi, cantante sudcoreana (Gunsan, n. 1982)
- Park Sandara, cantante, attrice e conduttrice televisiva sudcoreana (Pusan, n. 1984)
- Park So-jin, cantante e attrice sudcoreana (Seul, n. 1986)
- Park So-yeon, cantante e attrice sudcoreana (Anyang, n. 1987)
- Joy, cantante e attrice sudcoreana (Jeju, n. 1996)
- Lizzy, cantante e attrice sudcoreana (Pusan, n. 1992)
- Park Su-bin, cantante, compositrice e conduttrice televisiva sudcoreana (Gwangju, n. 1994)
- Hyomin, cantante, attrice e modella sudcoreana (Pusan, n. 1989)
- Luna, cantante, attrice e ballerina sudcoreana (Seul, n. 1993)
- Park Ye-eun, cantante, modella e pianista sudcoreana (Gyeonggi, n. 1989)
- Park Yoo-chun, cantante e attore sudcoreano (Seul, n. 1986)

## Cantautori(1)
- Psy, cantautore, rapper e produttore discografico sudcoreano (Seul, n. 1977)

## Cantautrici(2)
- Lena Park, cantautrice e compositrice sudcoreana (Los Angeles, n. 1976)
- Rosé, cantautrice neozelandese (Auckland, n. 1997)

## Cestiste(13)
- Park Chan-mi, ex cestista sudcoreana (n. 1964)
- Park Chan-suk, ex cestista sudcoreana (Seul, n. 1959)
- Park Ha-na, ex cestista sudcoreana (Gangneung, n. 1990)
- Park Hye-jin, cestista sudcoreana (Pusan, n. 1990)
- Park Hyeon-suk, ex cestista sudcoreana (Daejeon, n. 1969)
- Park Jeong-eun, ex cestista sudcoreana (Seul, n. 1977)
- Park Ji-hyeon, cestista sudcoreana (Seongnam, n. 2000)
- Park Ji-su, cestista sudcoreana (Seongnam, n. 1998)
- Park Myeong-ae, ex cestista sudcoreana (Seul, n. 1974)
- Park Seon-yeong, ex cestista sudcoreana (Seul, n. 1980)
- Park Seong-ja, ex cestista sudcoreana (Seul, n. 1954)
- Park Sin-ja, ex cestista sudcoreana (n. 1941)
- Park Yang-gye, ex cestista sudcoreana (n. 1961)

## Cestisti(6)
- Med Park, cestista statunitense (Britton, n. 1933 - † 1998)
- Park Chan-hui, cestista sudcoreano (Yeosu, n. 1987)
- Park Han, ex cestista sudcoreano (Seul, n. 1945)
- Park In-gyu, ex cestista sudcoreano (n. 1956)
- Park Jong-cheon, ex cestista sudcoreano (Seul, n. 1960)
- Park Su-gyo, ex cestista sudcoreano (Seul, n. 1956)

## Culturisti(1)
- Reg Park, culturista e attore inglese (Leeds, n. 1928 - Johannesburg, † 2007)

## Danzatrici(1)
- Sae Eun Park, ballerina sudcoreana (Seul, n. 1989)

## Dirigenti sportivi(1)
- Park Ji-sung, dirigente sportivo, allenatore di calcio e ex calciatore sudcoreano (Seul, n. 1981)

## Disc jockey(1)
- Graeme Park, disc jockey inglese (Aberdeen, n. 1963)

## Esploratori(1)
- Mungo Park, esploratore scozzese (Selkirk, n. 1771 - Bussa, † 1806)

## Fotografi(1)
- Bertram Park, fotografo britannico (Londra, n. 1883 - Pinner, † 1972)

## Fumettiste(1)
- Park So-hee, fumettista sudcoreana (Gimhae, n. 1978)

## Fumettisti(1)
- Boichi, fumettista sudcoreano (Seul, n. 1973)

## Giocatori di badminton(1)
- Park Joo-bong, ex giocatore di badminton sudcoreano (n. 1964)

## Giuristi(1)
- James Allan Park, giurista britannico (Edimburgo, n. 1763 - † 1838)

## Goiste(1)
- Park Ji-eun, goista sudcoreana (n. 1983)

## Goisti(2)
- Park Jung-hwan, goista sudcoreano (n. 1993)
- Park Yeong-hun, goista sudcoreano (Seul, n. 1985)

## Golfiste(1)
- Park In-bee, golfista sudcoreana (Seul, n. 1988)

## Golfisti(1)
- Willie Park Sr., golfista scozzese (Wallyford, n. 1833 - † 1903)

## Hockeisti su ghiaccio(1)
- Brad Park, ex hockeista su ghiaccio e allenatore di hockey su ghiaccio canadese (Toronto, n. 1948)

## Ingegneri(1)
- Robert H. Park, ingegnere e inventore statunitense (Strasburgo, n. 1902 - † 1994)

## Lottatori(1)
- Park Jang-soon, ex lottatore sudcoreano (n. 1968)

## Marciatori(1)
- Park Chil-sung, marciatore sudcoreano (n. 1982)

## Modelli(1)
- Park Hae-jin, modello e attore sudcoreano (Busan, n. 1983)

## Nuotatori(1)
- Park Tae-hwan, ex nuotatore sudcoreano (Seul, n. 1989)

## Pallavoliste(1)
- Park Jeong-ah, pallavolista sudcoreana (Pusan, n. 1993)

## Pattinatori di short track(3)
- Park Jang-hyuk, pattinatore di short track sudcoreano (Seul, n. 1998)
- Park Ji-won, pattinatore di short track sudcoreano (Gangneung, n. 1996)
- Park Se-yeong, pattinatore di short track sudcoreano (Seul, n. 1993)

## Pattinatrici di short track(2)
- Park Hye-won, ex pattinatrice di short track sudcoreana (Seul, n. 1983)
- Park Seung-hi, pattinatrice di short track e pattinatrice di velocità su ghiaccio sudcoreana (Seul, n. 1992)

## Piloti di rally(1)
- Michael Park, copilota di rally britannico (Newent, n. 1966 - Neath Port Talbot, † 2005)

## Politiche(1)
- Park Geun-hye, politica sudcoreana (Daegu, n. 1952)

## Politici(5)
- Park Chung-hee, politico e generale sudcoreano (Gumi, n. 1917 - Seul, † 1979)
- Park Eun-shik, politico sudcoreano (Nammyeon, n. 1859 - Shanghai, † 1925)
- Park Tae-joon, politico, militare e imprenditore sudcoreano (Busan, n. 1927 - Seul, † 2011)
- Park Won-soon, politico sudcoreano (Changnyeong, n. 1956 - Seul, † 2020)
- Park Yung-hyo, politico coreano (Suwon, n. 1861 - Seul, † 1939)

## Pugili(1)
- Park Si-hun, ex pugile sudcoreano (Haman, n. 1965)

## Rapper(4)
- Jay Park, rapper sudcoreano (Edmonds, n. 1987)
- Junoflo, rapper sudcoreano (n. 1992)
- Crucial Star, rapper sudcoreano (n. 1989)
- Teddy Park, rapper, compositore e produttore discografico sudcoreano (Seul, n. 1978)

## Registe(1)
- Park Nam-ok, regista, attrice e sceneggiatrice sudcoreana (Hayang, n. 1923 - Los Angeles, † 2017)

## Registi(1)
- Park Chan-wook, regista, sceneggiatore e produttore cinematografico sudcoreano (Seul, n. 1963)

## Sceneggiatrici(2)
- Park Hye-ryun, sceneggiatrice sudcoreana
- Ida May Park, sceneggiatrice e regista cinematografica statunitense (Los Angeles, n. 1879 - Los Angeles, † 1954)

## Schermidori(3)
- Park Hee-kyung, schermidore sudcoreano (n. 1979)
- Park Kyoung-doo, schermidore sudcoreano (Seul, n. 1984)
- Park Sang-young, schermidore sudcoreano (n. 1995)

## Schermitrici(1)
- Park Se-ra, schermitrice sudcoreana (n. 1983)

## Scrittori(1)
- Ed Park, scrittore e giornalista statunitense (Buffalo, n. 1970)

## Scrittrici(2)
- Linda Sue Park, scrittrice statunitense (Urbana, n. 1960)
- Park Wan-suh, scrittrice sudcoreana (Gyeonggi, n. 1931 - Guri, † 2011)

## Sociologi(1)
- Robert E. Park, sociologo statunitense (Harveyville, n. 1864 - Nashville, † 1944)

## Sollevatrici(1)
- Park Hye-jeong, sollevatrice sudcoreana (Ansan, n. 2003)

## Speedcuber(1)
- Max Park, speedcuber statunitense (Cerritos, n. 2001)

## Taekwondoka(1)
- Park Tae-joon, taekwondoka sudcoreano (Ulsan, n. 2004)

## Tennistavoliste(2)
- Park Hae-jung, ex tennistavolista sudcoreana (Iksan, n. 1972)
- Park Mi-young, tennistavolista sudcoreana (Daegu, n. 1981)

## Tenniste(1)
- Park Sung-hee, ex tennista sudcoreana (Busan, n. 1975)

## Tuffatori(1)
- Park Ji-ho, tuffatore sudcoreano (Pusan, n. 1991)

## Senza attività specificata(4)
- Park Jung-suk, videogiocatore sudcoreano (Pusan, n. 1983)
- Merle Park, ex ballerina britannica (Harare, n. 1937)
- Park Sung-joon, videogiocatore sudcoreano (n. 1986)
- Park Sung-soo, ex arciere sudcoreano (n. 1970)